# Sanctuary Records
Sanctuary Records fue una compañía discográfica de Reino Unido y una subdivisión de la discográfica independiente BMG.

## Bandas actuales y antiguas
- 3 Colours Red
- Aberfeldy
- Andrew Ivan Bell
- Anthrax
- Apollyon Sun (antigua)
- The Ataris
- Belle & Sebastian - Rough Trade Records
- Billy Idol
- Bizarre - división urbana
- Black Sabbath
- Blondie
- Blues Traveler
- Bruce Dickinson
- The Charlatans - Creole Records
- Corrosion of Conformity
- Dio
- Bryan Adams
- Peter DiStefano
- DragonForce
- Drowning Pool
- De La Soul - división urbana
- Earth, Wind and Fire - división urbana
- Elton John
- Engerica
- Europe
- Fun Lovin' Criminals
- Gamma Ray
- The Gathering
- Thea Gilmore
- Gizmachi
- Gorky's Zygotic Mynci
- Gravity Kills
- Adam Green
- Groove Armada
- Guns N' Roses
- Helloween
- Idlewild - Pye Records
- illScarlett
- Iron Maiden (solamente en Estados Unidos, relacionado con Columbia Records)
- Jane's Addiction
- Jimmy Chamberlin Complex
- JoBoxers
- Journey
- King Crimson
- Kiss
- Living Colour
- Lordi
- Lowgold
- Lynyrd Skynyrd
- Manic Street Preachers
- Meat Loaf [antiguo]
- Megadeth [antiguo]
- Ministry [pasada]
- Morrissey - Attack Records
- Alison Moyet
- Jo O'Meara
- William Orbit
- Orange Goblin
- Dolores O'Riordan
- Kelly Osbourne
- Overkill (antiguo)
- Pet Shop Boys (pasada)
- Pitchshifter (antiguo)
- Robert Plant y el Strange Sensation
- Play
- Queensrÿche (antiguo)
- Ray J
- Rollins Band
- Saint Etienne
- Scorpions
- Simple Minds
- Status Quo
- Stratovarius
- Tangerine Dream (en los álbumes "Pink Years" y "Blue Years")
- The Cranberries
- The Strokes - Rough Trade Records (solamente para Reino Unido)
- Super Furry Animals
- Tesla
- Ween
- Widespread Panic
- Neil Young
- Uriah Heep
- Tegan and Sara
- Venom
- Within Temptation (pasada; solamente para Reino Unido)
- Photek

## Links
- Sitio Oficial

- Datos: Q1347984
- Multimedia: Sanctuary Records / Q1347984